# Triaenodes dipsius
Triaenodes dipsius là một loài Trichoptera trong họ Leptoceridae. Chúng phân bố ở miền Tân bắc.